# Can Reixac (Serinyà)
Can Reixac és una masia de Serinyà (Pla de l'Estany) inclosa a l'Inventari del Patrimoni Arquitectònic de Catalunya.

## Descripció
Masia de planta rectangular amb coberta a dues aigües amb el carener perpendicular a la façana principal. Consta de planta baixa, pis i golfes. A la façana principal, orientada a sud, cal destacar la porta d'entrada, d'arc de mig punt feta amb grans dovelles, així com una finestra gòtica trilobulada amb guardapols. Al primer pis de la façana nord ressalta una gran terrassa, que té un pou elevat, de planta circular.

## Història
El Mas Reixac de Serinyà surt ja citat l'any 977, però la configuració actual correspon a una època posterior. Es te notícia que l'any 1462 Pere Reixac, pagès de Serinyà, juntament amb altres pagesos de la contrada, van donar suport a la reina Joana Enríquez i el seu fill Ferran durant la guerra Civil catalana, per la qual cosa van rebre la condecoració del privilegi militar de generositat, atorgada el 21 de febrer de 1481 per part dels reis Catòlics.